# Соколов Артем Іванович
Арте́м Іва́нович Соколо́в (1987—2019) — сержант Збройних сил України, учасник російсько-української війни.

## З життєпису
Народився 1987 року в селі Сущани (Кагарлицький район, Київська область). 2006 закінчив Ржищівський гуманітарний коледж — за фахом вчителя трудового навчання, креслення та фізкультури. Після проходження строкової армійської служби працював водієм, охоронцем на приватних підприємствах, з 2012-го — водій-експедитор, по тому — менеджер з логістики в ДП «Райське джерело» (Київ).
З квітня 2015 року по червень 2016-го проходив службу за мобілізацією, брав участь в боях, зазнав поранення поблизу Мар'їнки. Після повернення з фронту певний час працював на попередньому місці роботи. З жовтня 2019 року проходив службу за контрактом; сержант, головний сержант взводу 1-го механізованого батальйону 14-ї бригади.
Загинув 16 листопада 2019 року від кулі снайпера терористів на позиції поблизу селища Кримське Новоайдарського району.
19 листопада 2019-го похований в селі Сущани поруч з могилами батьків.
Без Артема лишились брат, сестра, дружина та двоє дітей — донька і син.

## Нагороди та вшанування
- Указом Президента України № 131/2020 від 7 квітня 2020 року за «самовіддане служіння Українському народові, особисту мужність, виявлену у захисті державного суверенітету та територіальної цілісності України» нагороджений орденом За мужність III ступеня (посмертно)[3]
- 5 недержавних нагород.